# 오게네카로 에테보
오게네카로 피터 에테보(영어: Oghenekaro Peter Etebo, 1995년 11월 9일 ~ )는 나이지리아의 축구 선수이다. 포지션은 미드필더이며, 현재 그리스 수페르리가 엘라다의 아리스에서 활동하고 있다.

## 구단 경력
에테보는 로드 오너와 와리 울브스에서 청소년 선수로 활동했으며 2013년에 와리 울브스 성인 팀에 입단했다. 하지만 학업에 집중하기 위해 리그 데뷔는 늦은 편이었고 2013년 4월 14일에 처음 출전하게 된다. 2015년에는 나이지리아 프리미어리그에서 나온 최고의 골을 기록한 선수에게 수여하는 원더골상을 수상했고 2016년 1월 7일에는 아프리카 축구 연맹(CAF)으로부터 최우수 신인 선수상을 수상하게 된다.
2016년에는 포르투갈 세군다리가에 소속되어 있던 축구 클럽인 페이렌스로 이적했고 2015-16시즌에서 페이렌스의 프리메이라리가 승격에 기여했다. 2018년 1월 31일에는 스페인 라리가에 소속되어 있던 축구 클럽인 라스팔마스에 6개월 동안 임대되었다. 2018년 6월 11일에는 잉글랜드 EFL 챔피언스에 소속되어 있던 축구 클럽인 스토크 시티와 5년 계약을 체결하면서 635만 파운드(720만 유로)의 이적료와 함께 이적했다. 이후 2019-2020시즌 겨울 이적시장에 스페인 라리가에 소속된 헤타페 CF로 이적하였다.

## 국가대표 경력
에테보는 2013년 7월 27일에 열린 코트디부아르와의 2014년 아프리카 네이션스 챔피언십 예선 경기에서 처음 출전하면서 나이지리아 축구 국가대표팀 선수로 데뷔했으며 세네갈에서 개최된 2015년 CAF U-23 축구 선수권 대회에서 나이지리아의 우승에 기여했다.
에테보는 2016년 리우데자네이루 하계 올림픽에 참가한 나이지리아 축구 국가대표팀 명단에 이름을 올렸다. 일본과의 조별 예선 1차전 경기에서는 4골을 기록했지만 콜롬비아와의 3차전 경기에서 부상을 당하면서 하차하고 만다. 하지만 나이지리아는 2016년 리우데자네이루 하계 올림픽에서 남자 축구 동메달을 획득하게 된다.
에테보는 러시아에서 개최된 2018년 FIFA 월드컵에 참가한 나이지리아 축구 국가대표팀 명단에 이름을 올렸다. 나이지리아는 아이슬란드와의 경기에서 승리를 기록했지만 크로아티아, 아르헨티나와의 경기에서 패배하면서 조별 예선에서 탈락하고 말았다. 특히 에테보는 크로아티아와의 경기에서 자책골을 넣었다.